# Jimmy Van Bramer
James G. Van Bramer (sinh ngày 19 tháng 8 năm 1969) là Phó Lãnh đạo của Hội đồng Thành phố New York. Ông là đảng viên Đảng Dân chủ và là Thành viên Hội đồng của Khu vực 26, bao gồm Astoria, Long Island City, Sunnyside, và Woodside ở Queens. Van Bramer là một người tiến bộ, là một trong số ít thành viên của Hội đồng thành phố tán thành chiến dịch của Cynthia Nixon trong cuộc bầu cử thống đốc ở New York 2018.

## Đầu đời và giáo dục
Van Bramer sinh ra và lớn lên ở quận Queens của Thành phố New York, là con của một thành viên công đoàn tích cực đã nghỉ hưu. Cha ông, William Van Bramer, là thành viên suốt đời của Printers' and Pressman's Union Local 2. Mẹ ông, Elizabeth, đã giúp đỡ gia đình bằng cách nhận nhiều công việc khác nhau trong khu phố của họ. Bà là một thành viên của Local 1893 của Hội Anh em Họa sĩ Quốc tế.
Van Bramer tốt nghiệp trường trung học William Cullen Bryant. Năm 1994, anh tốt nghiệp Đại học St. Johns.

## Sự nghiệp
Trước khi gia nhập Hội đồng Thành phố, Van Bramer từng là Giám đốc Đối ngoại của Thư viện Công cộng Queens. Với tư cách này, ông là cầu nối của thư viện giữa các thành viên cộng đồng và chính phủ. Ông từng làm phóng viên cho tờ báo cộng đồng Lesbian and Gay New York (nay là Gay City News), nơi ông chú ý đến đại dịch AIDS và tội ác thiên vị/thù hận. Ông đại diện cho khu phố của mình và Khu vực Quốc hội số 37 trong Ủy ban Dân chủ Bang New York.
Vào tháng 9 năm 2007, anh được vinh danh là một trong "40 under 40" của City & State vì là một thành viên trẻ có ảnh hưởng trong chính trường Thành phố New York. Van Bramer hiện đang sống ở Sunnyside Gardens với Dan Hendrick. Họ kết hôn vào ngày 28 tháng 7 năm 2012. Van Bramer là một trong bốn thành viên LGBT công khai của Hội đồng Thành phố New York, cùng với Corey Johnson, Daniel Dromm và Carlos Menchaca.